# James Cohn
James Cohn (* 12. Februar 1928 in Newark, New Jersey; † 12. Juni 2021 in Queens) war ein US-amerikanischer Komponist.

## Leben und Werk
Cohn hatte in seiner Heimatstadt Violin- und Klavierunterricht, war Schüler von Roy Harris, Wayne Barlow und Bernard Wagenaar und studierte mit Abschluss 1950 Komposition an der Juilliard School. Er komponierte Solo- und Orchesterwerke, Chorwerke und Kammermusik, darunter die Oper The Fall of the City, acht Sinfonien, fünf Klaviersonaten und drei Streichquartette, außerdem auch Auftragswerke für Film und Fernsehen.
Für seine Zweite Sinfonie, die in Brüssel uraufgeführt wurde, erhielt er 1953 einen Preis beim Concours Musical Reine Elisabeth. Das Detroit Symphony Orchestra unter Paul Paray brachte seine Dritte Sinfonie sowie die Variationen über The Wayfaring Stranger zur Uraufführung. Kompositionsaufträge erhielt er u. a. von den Klarinettisten Jon Manasse und Christopher Jepperson, dem Trompeter Jeffrey Silberschlag, dem belgischen Klarinettenensemble Claribel und dem The McKim Fund der Kongressbibliothek. In jüngerer Zeit komponierte Cohn ein Klavierkonzert für den argentinischen Pianisten Mirian Conti, 3 Dances für Klarinette und Gitarre für Raphael Sanders und David Galvez sowie ein Duo for Clarinet & Violin für Julianne Kirk und Adda Kridler.

## Werke
- Quintet No.2 für Bläser, 1947, 1992
- Symphony No.1 in Eb, 1947
- Symphony No. 2, 1949
- The Fall of the City, Oper (Libretto von Archibald MacLeish), 1952
- Sonata Romantica für Kontrabass und Klavier, 1952
- 4 Psalms für Frauenchor und Klavier, 1953
- Miniatures für Orchester, 1954, 1975
- Symphony No. 5 in Bb, 1954
- Symphony No. 3 in G Major, 1955
- Symphony No. 4 in A Major, 1956
- Piano Sonata, 1956
- Homage, Tondichtung, 1959
- Statues in the Park, acht Lieder nach Gedichten von Felicia Lamport, 1964
- Symphony No. 6 in B Minor, 1965
- Baroque Suite Suite für Föte oder Oboe, 1966
- Concerto für Konzertina und Streicher, 1966
- Symphony No. 7 in D Minor, 1967
- Three Phases of Love, drei Lieder für Chor a cappella (Texte von W. H. Auden), 1969
- 4 Songs für Stimme und Gitarre oder Klavier (nach Texten von Georg Wither, William Blake, Lord Byron und John Dryden), 1970
- 5 Psalm Dances, Kantate für Sopran, Bariton, gemischten Chor und Jazzensemble, 1971
- The Little Circus, 1974
- Sonata für Flöte und Klavier, 1974
- A Song of the Waters, variations on Shenandoah, Tondichtung, 1976
- Symphony No. 8 in C Major, 1978
- Sonata Robusta für Fagott und Klavier, 1980,
- Quintet for Woodwinds, 1981
- Sonata für Klarinette und Klavier, 1981
- Concerto da Camera, 1982
- Little Overture für Bläserquintett, 1982
- Goldfinch Variations für Bläsertrio, 1984
- Concerto No. 1 für Klarinette und Streichorchester, 1986
- Piano Sonata No. 5 (A slightly 'Blue' Sonata), 1986
- Sonata für Violine und Klavier, 1987
- Piano Trio No. 1, 1988
- Sonata für Oboe und Klavier, 1988
- Serenade für Flöte, Violine und Cello, 1990
- Strutting Butterflies für Klavier, 1974, für Bläserquintett, 1990
- Mount Gretna Suite für Kammerorchester, 1991
- Arkansas Reel für Bläserquintett, 1994
- Concerto No. 3 für Klarinette und Streicher (Evocations), 1996
- Concerto für Trompete und Streicher, 1996
- Pieces für Klarinette solo, 1999
- Concerto für Klavier und Orchester, 2000
- Piano Trio No. 2, 2003
- Americana für Klavier, 2004
- Caprice für Klarinettenchor, 2005
- Sonata für Violine und Klavier, 2005
- A Grecian Festival, 2007
- 3-Bon-Bons for Women’s Voices für Frauenchor a cappella, 2008
- FOOD ! (The Clean Platter) (Text von Ogden Nash) für gemischten Chor und Klavier, 2009
- Texas Suite für Klarinettenchor, 2010
- The Tailor Variations für Klarinettenchor, 2012

## Weblink
- James Cohns Homepage